# Basipta
Genre
Basipta est un genre d'insectes coléoptères de la famille des Chrysomelidae, dont les espèces sont répandues en Afrique.

## Systématique
Le genre a été créé en 1849 par l'entomologiste français Auguste Chevrolat (1799-1884).
Basipta a pour synonyme :
- Basipta Boheman, 1854

## Liste des espèces
Selon GBIF (30 novembre 2022) :
- Basipta glauca Chevrolat, 1849
- Basipta luteocincta Boheman, 1854
- Basipta pilosella Boheman, 1854
- Basipta sebastiani Borowiec, 2002
- Basipta stolida Boheman, 1854